# Ludwik Fankanowski
Ludwik Adolf Fankanowski (ur. 1864 w Płocku, zm. 16 września 1907 w Łodzi) – polski lekarz internista, działacz społeczny, członek Związku Postępowo-Demokratycznego .

## Biogram
W 1884 roku ukończył Gimnazjum Gubernialne w Płocku . Następnie studiował na wydziale przyrodniczym Uniwersytetu Warszawskiego, a następnie ukończył studia na wydziale lekarskim tej uczelni .
W 1893 roku przeprowadził się do Łodzi. Pracował jako lekarz zakładowy przy fabryce Ludwika Geyera. W 1899 roku został jednym z członków założycieli Towarzystwa Doraźnej Pomocy Lekarskiej – pogotowia ratunkowego w Łodzi. Był również członkiem zarządu, a od 1903 roku sekretarzem łódzkiego Towarzystwa Lekarskiego, od 1900 roku sekretarzem Kasy wzajemnej pomocy lekarzy m. Łodzi. Od 1900 roku był także członkiem komitetu redakcyjnego i współwydawcą Czasopisma Lekarskiego .
Poza pracą zawodową udzielał się społecznie. Przystąpił do Komitetu Wspierania Utworzenia Polskiej Szkoły Średniej w Łodzi. Podczas pierwszego zebrania 5 lipca 1906 został wybrany na przewodniczącego Komitetu Organizacyjnego Polskiej Męskiej Szkoły Średniej – późniejszego Towarzystwa "Uczelnia", stając się de jure właścicielem Gimnazjum Polskiego . W 1907 zaangażował się również w tworzenie Towarzystwa Opieki nad Dziećmi „Gniazdo Łódzkie”, stawiające sobie za cel opiekę nad sierotami i dziećmi dotkniętymi lokautem. 12 kwietnia podczas pierwszego walnego zebrania został jego przewodniczącym.
W sierpniu 1907 roku Ludwik Fankanowski ciężko zachorował. Na skutek choroby zmarł 16 września .

## Życie prywatne
Urodził się w 1864 roku w ewangelickiej rodzinie Karola i Emilii z Kismanów. W 1895 roku ożenił się z Marią Abel .

## Publikacja
- Wzór małego zakładu kąpielowego dla ludności fabrycznej (1903)[9]